# کوواروف (ناحیه پیسک)
کوواروف (به چکی: Kovářov) یک منطقهٔ مسکونی در جمهوری چک است که در ناحیه پیسک واقع شده‌است. کوواروف ۵۰٫۴۳ کیلومتر مربع مساحت و ۱٬۴۵۳ نفر جمعیت دارد و ۵۲۵ متر بالاتر از سطح دریا واقع شده‌است.